# Grobelce
Grobelce este o localitate din comuna Šmarje pri Jelšah, Slovenia, cu o populație de 188 de locuitori.